# اثر مک‌گرک
اثر مک‌گرک (به انگلیسی: McGurk effect) پدیده‌ای ادراکی است راجع به روابط بین گفتار و شنوایی. به‌طور خلاصه٬ اثر مک‌گرک بیان می‌کند که اطلاعات دیداری٬ در ادراک انسان از صدایی که می‌شنود تأثیرگذار است. مثلاً اگر تصویری از ادای یک واژه٬ با صدایی از تلفظ یک واژهٔ دوم ترکیب شود٬ منجر به شنیدن واژهٔ سوم می‌شود. 
سابق بر مقاله‌ای که هنری مک‌گرک همراه جان مک‌دونالد در سال ۱۹۷۶ منتشر کردند٬ درک گفتار را تقـریباً به طــور کـامل محـدود به استفاده از شنوایی می‌دانستند. مک گورک و مک دونالد نشان دادند که این تصور درست نیست٬ زیرا بینایی به درک گفتار کمک می‌کند.

## پیشینه
اثر مک‌گرک اصطلاحی است که عنوان خود را از نام هری مک‌کرگ (۲۳ فوریهٔ ۱۹۳۶ ـ ۱۷ آوریل ۱۹۹۸) گرفته‌است. این دانشمند انگلیسی همراه با جان مک دونالد٬ در تحقیقی با عنوان شنیدن لبها و دیدن صدا که در مجلهٔ نیچر منتشر کرد، برای اولین بار نشان داد که قدرت بینایی چگونه در درک ما از صدا اثر می‌گذارد.
در واقع این اثر نشان می دهد که تحریکات دیداری و شنیداری در درک یک واژه باهم٬ در درگیری مداوم هستند. بنابراین، به عنوان مثال٬ اگر بدون تماشای یک فیلم تنها به صدای آن گوش دهیم هجای "با" را می شنویم درحالی که اگر آن فیلم را بدون صدا ببینیم٬ هجا را به صورت "گا" درک می کنیم و در نهایت اگر تصویر و صدا همراه باشند٬ هجا را به صورت "دا" درک خواهیم کرد.